# 米納克劇場

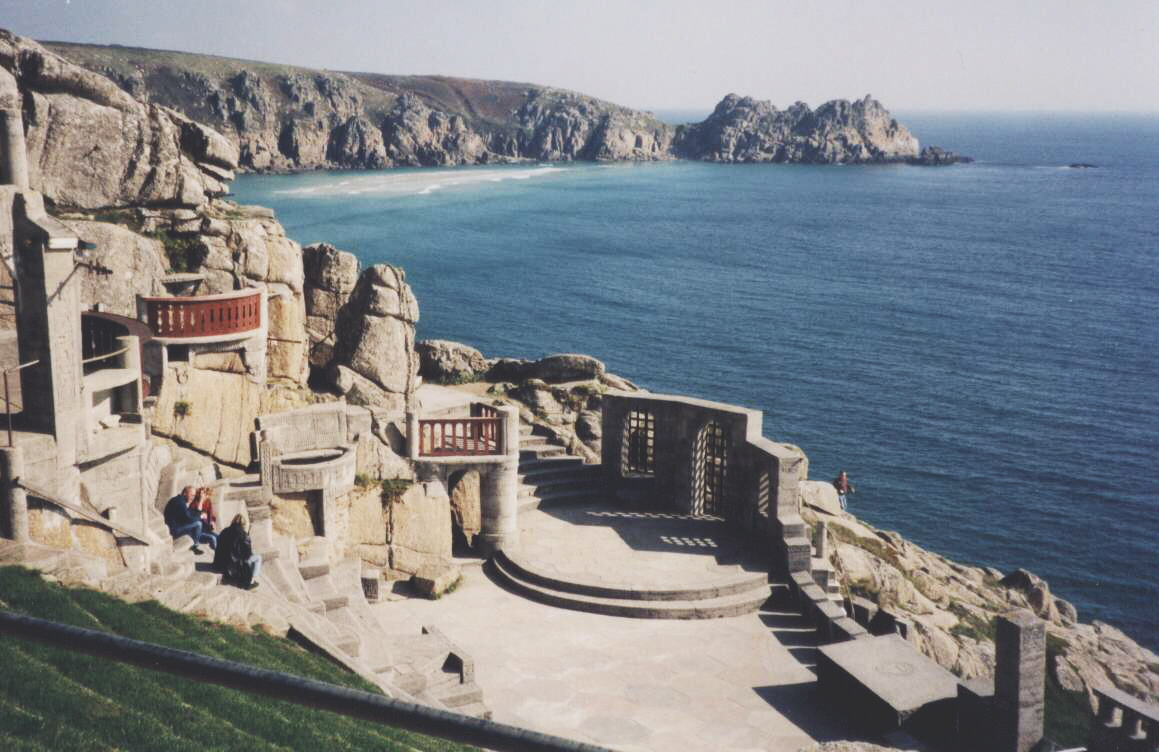
米納克劇場

米納克劇場（Minack Theatre）是位於英國康沃爾郡西南角的一座露天劇場，座落在一處突出海岸線的大理岩峽角上。在康沃爾語中，米納克即「石峭之地」的意思。離該劇場最近的小鎮為Porthcurno，而大不列顛本島的最西端Land's End距離劇院也僅 4英里（6.4） 之遙。

## 外部連結
- 米納克劇場官方網頁 （页面存档备份，存于）

- 牆外的新沙發: 海之角。天之涯。愛劇場人一生必遊：米納克劇院 （页面存档备份，存于）

50°02′26″N 5°39′03″W / 50.04056°N 5.65083°W